# Cyriaque Duval
Cyriaque Duval is een voormalig Frans veldrijder. Zijn belangrijkste prestatie is zijn overwinning op het wereldkampioenschap veldrijden voor militairen in 1989. Hierna heeft Duval nog nauwelijks wedstrijden gewonnen of beëindigd met een tweede of derde plaats.
Cyriaque Duval is de neef van wielrenner en veldrijder Aurélien Duval, die in het voorjaar van 2010 werd betrapt op dopinggebruik.

## Overwinningen
1989
- Wereldkampioen veldrijden, Militairen

1996
- Cyclocross van Blaye

1997
- Cyclocross van Carnetin